# Marco Di Stefano
Marco Di Stefano (Roma, 12 maggio 1964) è un politico italiano, deputato alla Camera durante la XVII legislatura della Repubblica Italiana.

## Biografia

### Attività politica
Nel 1993 viene eletto consigliere nel 18° municipio del Comune di Roma. Nel 1997 diviene consigliere comunale di Roma per il Centro Cristiano Democratico. Nel marzo 2003 viene eletto segretario provinciale del neonato UDC.

#### Consigliere regionale del Lazio
Alla vigilia delle elezioni regionali nel Lazio del 2005 lascia l'UDC e passa al centrosinistra, venendo eletto consigliere regionale per la Lista civica Piero Marrazzo e nominato assessore a Risorse Umane, Demanio e Patrimonio.
Nel marzo 2007 passa all'UDEUR, di cui viene nominato vicesegretario nazionale, ma dopo un anno, nel febbraio 2008, in seguito alla caduta del Governo Prodi II e al passaggio dell'UDEUR nel centrodestra, Di Stefano lascia il partito per entrare nel Partito Democratico.
Nel febbraio 2009 perde il posto in Giunta, sostituito dall'ex presidente della Provincia di Frosinone Francesco Scalia, ma in seguito ad un nuovo rimpasto, ci rientra nel settembre dello stesso anno, diventando assessore all'Istruzione.
Alle successive elezioni del 2010, vinte dal centrodestra, è confermato in consiglio regionale per il PD.

#### Elezione a deputato e a consigliere comunale
Conclusasi in anticipo la consiliatura, nel dicembre 2012 si è candidato alle primarie per la scelta dei candidati parlamentari del PD in vista delle elezioni del 2013, risultando il sedicesimo classificato a Roma città; candidato quindi alla Camera dei Deputati nella circoscrizione Lazio 1, risulta il primo dei non eletti, ma l'8 agosto 2013 viene proclamato deputato a seguito delle dimissioni di Marta Leonori, nominata Assessore comunale a Roma.
A novembre 2017 abbandona il Partito Democratico. Non è ricandidato alle elezioni del 2018.
Nel 2021 si presenta alle elezioni del rinnovo dell'Assemblea Capitolina nella lista Forza Italia - Unione di Centro, ottenendo 2.594 preferenze e risultando essere così l'unico eletto. 
Nel dicembre del 2022 diviene consigliere della Città’ Metropolitana di Roma.
A settembre 2023 Di Stefano e l'unico consigliere regionale del Lazio dell'UdC Nazzareno Neri passano a Noi Moderati di cui lo stesso Di Stefano diventa commissario regionale.

### Inchieste giudiziarie
Nel mese di novembre 2009 la procura di Roma iscrive il deputato Di Stefano nel registro degli indagati in merito ad un'inchiesta  legata alla vendita di palazzi all'Ente previdenziale dei medici. Con le accuse di abuso d'ufficio, truffa e falsità ideologica è stato rinviato a giudizio nel mese di aprile del 2016.
A luglio del 2021 viene prosciolto dalle accuse formulate dal Pubblico Ministero.